# Cryptocarya beddomei
Cryptocarya beddomei là loài thực vật có hoa trong họ Nguyệt quế. Loài này được Gamble miêu tả khoa học đầu tiên năm 1925.